# 4th Time Around
"4th Time Around" é uma música escrita pelo cantor e compositor norte-americano Bob Dylan, lançada no álbum Blonde on Blonde, de 1966. Gravada nas sessões de Nashville, em 14 de fevereiro de 1966, é uma referência direta (embora nunca reconhecida) ao clássico dylanesco "Norwegian Wood", dos Beatles.

## Narrativa
Com letras que contrastam o mundano e o absurdo com o insuportavelmente sincero, "4th Time Around" é sugestiva de um romance que deu errado. A canção gira em torno das ações e frases breves faladas de um homem e uma mulher que estão, presumivelmente, no meio de uma briga de amantes. A narrativa é contada para uma terceira pessoa que, nas estrofes posteriores, torna-se o sujeito do conto, assim como seu público. A música começa com o que poderia ser interpretado como o resumo do argumento "Quando ela disse / 'Não desperdice suas palavras, são somente mentiras' / Afirmei com veemência que estava surda". A música continua através de níveis crescentes de raiva e conflito até que a protagonista feminina cai no chão; as letras são ambíguas quanto a se ela faz isso porque está perturbada, desmaiada ou morta. Nesse ponto, o protagonista masculino (Dylan) a esconde despreocupadamente, vasculha seus pertences e depois foge para ficar com a terceira pessoa a quem a narrativa é dirigida.

## Comparação com "Norwegian Wood"
"4th Time Around" foi muito especulada como uma resposta à canção "Norwegian Wood" — escrita por John Lennon e Paul McCartney para o álbum Rubber Soul de 1965 —, dos Beatles, já que as duas faixas compartilham uma melodia razoavelmente similar, a premissa lírica e o compasso ternário. A música tem sido vista como uma homenagem brincalhona, ou uma advertência satírica para Lennon sobre a cooptação das conhecidas artimanhas de composição de Dylan. Lennon expressou uma série de opiniões sobre esse assunto em entrevistas realizadas entre 1970 e 1980. Inicialmente, ele sentiu que era uma paródia um pouco apontada de "Norwegian Wood", mas mais tarde considerou o esforço de Dylan para ser mais uma homenagem brincalhona. Ainda assim, o último verso de "4th Time Around" ("Nunca pedi sua ajuda / Agora não peça a minha.") reproduziu a aparente paranoia de Lennon sobre Dylan entre 1966-67, quando interpretou essa frase como um aviso para não usar as canções de Dylan como uma "muleta" para suas composições.

## Apresentações
Uma versão da música no álbum The Bootleg Series Vol. 4: Bob Dylan Live 1966, The "Royal Albert Hall" Concert é apresentada na trilha sonora do filme Vanilla Sky.

## Regravações
- Terry Melcher: Terry Melcher (1974)
- The Sports: The Sports Play Dylan (and Donovan) (1981)
- Steve Gibbons: The Dylan Project (1998)
- Chris Whitley: Perfect Day (2000) e On Air (2008)
- Michael Moore: Jewels and Binoculars (2000)
- Yo La Tengo e Buckwheat Zydeco: I'm Not There Original Soundtrack (2007)
- Oren Lavie: Chimes of Freedom - The Songs of Bob Dylan (Honoring 50 Years Amnesty International) (2012)
- O Old Crow Medicine Show regravaou a cação no álbum de tributo 50 Years of Blonde on Blonde, em 2017.